# Meguro

Sectorul Meguro pe harta Tokyo

Meguro (目黒区 Meguro-ku?) este un sector special al zonei metropolitane Tōkyō în Japonia.